# Bathyphantes helenae
Bathyphantes helenae är en spindelart som beskrevs av van Helsdingen 1977. Bathyphantes helenae ingår i släktet Bathyphantes och familjen täckvävarspindlar. Inga underarter finns listade.